# RollerCoaster Tycoon World
RollerCoaster Tycoon World is een bouw- en managementsimulatiespel waarbij de speler een pretpark moet bouwen en beheren. Het is ontwikkeld door Nvizzio Creations en uitgegeven door Atari voor Microsoft Windows. Het is het vierde spel in de RollerCoaster Tycoon-serie en is uitgebracht op 16 november 2016.

## Het spel
In het spel kunnen spelers een pretpark met attracties, winkels en achtbanen bouwen waarbij ze moeten letten op een aantal factoren als budget, tevredenheid van de bezoekers en onderzoek naar nieuwe attracties. In tegenstelling tot RollerCoaster Tycoon 4 Mobile bevat het spel geen microtransacties. Het spel heeft vergelijkbare spelelementen die voorkomen in RollerCoaster Tycoon 3 zoals het gebruik van 3D-graphics in plaats van de 2D-isometrische weergave van de eerste twee edities en de 'CoasterCam', een weergaveoptie waarbij spelers het spel in first- of third-person vanuit een achtbaan of attractie kunnen bekijken. Het bouwen van achtbanen is ten opzichte van de vorige edities veranderd met de introductie van splines die het plaatsen van individuele stukjes achtbaan vervangen. Net zoals in Zoo Tycoon-spellen heeft het spel ook een 'Park Pulse'-systeem waarmee spelers in een oogopslag kunnen zien hoe het park ervoor staat en wat de gedachtes van bezoekers over het park zijn.
Het spel bevatte bij de lancering verschillende thema's voor attracties en landschappen, waarvan er meer van zullen worden toegevoegd in de vorm van gratis updates en uitbreidingspakketten. Het spel introduceerde ook een architectsmodus waarmee spelers achtbanen kunnen ontwerpen voordat deze in een spel worden geplaatst. Net zoals in vorige speledities zijn er vier soorten achtbanen beschikbaar: stalen achtbanen, omgekeerde achtbanen, houten achtbanen en lanceringsachtbanen. Van de vier soorten achtbanen zijn er tien varianten beschikbaar die de speler zelf kan ontwerpen of waaruit de speler een vooraf gemaakt ontwerp kan kiezen. In tegenstelling tot vorige edities kunnen karretjes van een achtbaan vliegen als de achtbaan incorrect ontworpen is. Als gevolg zijn er een veiligheidsbeoordelingen voor attracties en medisch personeel toegevoegd. User-generated content was ook beschikbaar sinds de uitgave. Het terrein en de omgeving zijn voor elke wereld willekeurig gegenereerd, maar spelers hebben wel de mogelijkheid om dat te wijzigen met de terreineditor. 

## Ontwikkeling
Bij de aankondiging van Rollercoaster Tycoon 4 Mobile maakte Atari bekend dat er ook werd gewerkt aan een editie voor Windows. Het spel werd officieel aangekondigd tijdens de Gamescom van 2014 met een teaser, genaamd World. De eerste afbeeldingen van het spel werden vrijgegeven op de PAX Prime van 2014. Halverwege de ontwikkeling nam Area 52 Games de rol als ontwikkelaar over van Pipeworks Software. Atari maakte die rolverandering bekend op de opnieuw gelanceerde website van RollerCoaster Tycoon, maar gaf daarvoor geen nadere verklaring. Alhoewel het spel rond het begin van 2015 gereed zou zijn voor uitgave zou Atari de bekendmaking van de officiële uitgavedatum pas tot dicht bij de uitgave bekendmaken. Op 5 maart 2015 verscheen er op YouTube trailer van het spel met nagemaakte versies van Goliath en Colossus van het pretpark Six Flags Magic Mountain.
Atari maakte later nog bekend dat een derde ontwikkelaar de spelontwikkeling had overgenomen van Area 52 Games, dat later Nvizzio Creations bleek te zijn. Bij het presentatiekraampje van NVIDIA op PAX Prime 2015 liet Atari een werkende ontwikkelingsversie van het spel zien waar ze het bouwen van achtbanen en de zandbakmodus presenteerde. Op 29 september 2015 werd de uitgavedatum vastgesteld op 10 december 2015. Er zouden in de tussentijd twee testweekenden plaatsvinden, waarvan de eerste in het laatste weekend van oktober plaatsvond en voornamelijk gefocust was op het spline-systeem van de achtbanen. De ontwikkelaars concludeerden na dit eerste weekend dat ze meer tijd nodig hadden voor verdere ontwikkeling van spelelementen en het toevoegen van voorwerpen en functies, waarna Atari de uitgavedatum uitstelde naar het begin van 2016. Het tweede testweekend werd ook uitgesteld van november naar december.

## Uitgave
Atari had het besluit genomen om het spel op 30 maart 2016 niet volledig uit te geven, maar het spel onder vroegtijdige toegang beschikbaar te maken. De vroegtijdige versie werd met veelal negatieve recensies ontvangen die vooral klaagden over de slechte graphics, de achtbaanbouwer en het gebrek aan details en animaties. In november van 2016 maakte Atari bekend dat het volledige spel zou worden uitgegeven op 16 november 2016, één dag voor de uitgave van Planet Coaster.
De volledige release was beschikbaar als standaardversie en als luxe editie. De luxe editie bevatte twee extra werelden, extra terreinvariaties, een digitaal kunstboek, een gouden parkentree en de pandamascotte die ook in de vorige RollerCoaster Tycoon-spellen zat.

## Ontvangst

### Voor de uitgave
Een trailer uitgegeven door Atari die gameplay van het spel bevatte werd slecht ontvangen door fans en critici. Enkele criciti waren van mening dat de grafische kwaliteit van het spel slechter was dan die van RollerCoaster Tycoon 3 uit 2004 en dat het spel er "iets beter uitzag dan een standaard mobiel spelletje". Atari weerlegde de kritiek met een statement waarin werd verklaard dat het spel nog in de alfafase zat en dat de grafische kwaliteit nog niet was geprogrammeerd tot de gewenste kwaliteit. Ook stond er in het statement dat de grafische kwaliteit enorm omhoog zou gaan als de engine zou worden geüpdatet van Unity 4.3 naar Unity 5.0.

### Na de uitgave
De release van RollerCoaster Tycoon World werd door critici ronduit negatief onthaald. Volgens het recensieplatform Metacritic heeft de game een score van 43 op 100 op basis van 7 reviews van critici.
Eurogamer stelde lezers voor om het spel te vermijden en noemde het spel een "machine ontworpen om je zakken leeg te plunderen en in ruil daarvoor het absolute minimale terug te geven."
TechRaptor beoordeelde het spel met een score van 1/10 en bekritiseerde de grote interface in combinatie met een handvol bugs en glitches die in het spel zitten.